# Johanna Pettersson (bandyspelare)
Johanna Pettersson, född 19 augusti 1982, är en svensk tidigare anfallsspelare och mittfältare i bandy. Tranås BoIS var moderklubben, och hon spelade många säsonger för Sandvikens AIK, innan hon avslutade elitkarriären i Skutskärs IF BK.

## Karriär
Johanna Pettersson vann skytteligan i Sveriges högsta division (Allsvenskan) sex gånger (2003, 2005, 2006, 2007, 2008 och 2010). Hon blev svensk mästare med Sandvikens AIK 2007 och 2013, liksom för Skutskär IF BK 2018. Därutöver spelade hon SM-final åren 2003, 2012, 2019 och 2020. Pettersson utsågs till årets tjej/damspelare i svensk bandy 2003, 2005 och 2008.
Under landslagskarriären vann hon åren 2004, 2006, 2007, 2008, 2010 och 2012 sammanlagt sex VM-guld. Hon gjorde tre mål i finalen för Sverige vid VM-finalen 2008 i Borlänge, där Sverige slog Ryssland med 5-2.
2021 avslutade hon sin karriär som spelare på elitnivå. Därefter antog hon ett erbjudande att arbeta som sportchef för Sandviken AIK:s elitserielag, en roll som verkade i fram till 2023.
Johanna Pettersson hade även dessförinnan verkat som ledare inom bandyn, och hon utsågs 2018 till årets ledare inom den svenska bandyn. Under ett års tid var hon ledamot av Svenska Bandyförbundets styrelse. Bland övriga meriter finns den som Gästriklands bästa idrottskvinna (två gånger, utsedd av Gefle Dagblad och Arbetarbladet). 2023 valdes hon in i Svensk Bandy Hall of Fame.

## Privatliv
Johanna Pettersson bor med sambo och två barn i Gävle, och hon arbetar även som lärare och instruktör på bandygymnasiet i Sandviken.

## Klubbar (urvalk)
| Säsong    | Klubb          |
| --------- | -------------- |
| 2002/2003 | Sandvikens AIK |
| 2003/2004 | Sandvikens AIK |
| 2004/2005 | Sandvikens AIK |
| 2005/2006 | Sandvikens AIK |
| 2006/2007 | Sandvikens AIK |
| 2007/2008 | Sandvikens AIK |
| 2008/2009 | Sandvikens AIK |